# Tanaecium cyrtanthum
Tanaecium cyrtanthum là một loài thực vật có hoa trong họ Chùm ớt. Loài này được (Mart. ex DC.) Bureau & K.Schum. miêu tả khoa học đầu tiên năm 1896.